# Edie Falco
Edith Falco (ur. 5 lipca 1963 w Nowym Jorku) – amerykańska aktorka telewizyjna, filmowa i teatralna, trzykrotna laureatka nagrody Emmy. Zasłynęła dzięki roli Carmeli Soprano, żony Tony’ego Soprano w serialu Rodzina Soprano.

## Życiorys
Falco urodziła się na Brooklinie w Nowym Jorku. Jej ojciec, Frank Falco, był artystą, który pracował jako rzeźbiarz, a matka, Judith Anderson, była aktorką szwedzkiego pochodzenia. Ma trójkę rodzeństwa – Josepha, Paula i Ruth. Dorastała w Northport na Long Island, kończąc szkołę Northport High School w 1981 roku po tym jak zagrała rolę Elizy Doolittle w produkcji My Fair Lady. Studiowała na Uniwersytecie w Nowym Jorku z aktorami, Stanleyem Tucci i Vingiem Rhames z którym nadal się przyjaźni.
Jej pierwszą większą rolą było wystąpienie w 1994 roku w filmie Woody’ego Allena Strzały na Broadwayu. Powodem dla którego dostała tę rolę była znajomość z czasów studenckich z Erikiem Mendelsohnem, który był w tym czasie asystentem w ekipie Allena.
Falco jest jedną z trzech aktorek, które otrzymały w jednym roku Złoty Glob, nagrodę Emmy oraz SAG Award. Nagrody przyznano jej za rolę w serialu telewizyjnym Rodzina Soprano, w którym zagrała rolę Carmeli Soprano żony Tony’ego. Zagrała także w Prawo i porządek i Homicide: Life on the Street. W czasie swojej dotychczasowej kariery otrzymała 3 nagrody Emmy, dwa Złote Globy i trzy nagrody SAG.
Zagrała także w filmach Trust, Cop Land, Zagubione serca, Miasto słońca, za który otrzymała nagrodę Krytyków filmowych z Los Angeles za najlepszą rolę drugoplanową. Zagrała także w filmie Kolor zbrodni
Na Broadwayu wystąpiła m.in. w sztukach Side Man oraz Frankie and Johnny in the Claire de Lune.

## Filmografia
- Hotel Lorraine (Sweet Lorraine, 1987) jako Karen
- Niezwykła prawda (The Unbelievable Truth, 1989) jako Jane
- Trust (1990) jako Peg Coughlin
- Time Expired (1992) jako Ginny
- Laws of Gravity (1992) jako Denise
- I Was on Mars (1992) jako kobieta-taksówkarz
- Rozdarcie (Rift, 1993) jako reżyser
- Strzały na Broadwayu (Bullets Over Broadway, 1994) jako Lorna
- Ognisty Wydmuch (Backfire!, 1995) jako Mama
- Uzależnienie (The Addiction, 1995) jako Jean
- Słoneczni chłopcy (The Sunshine Boys, 1995)
- Czas do namysłu (Breathing Room, 1996) jako Marcy
- Pogrzeb (The Funeral, 1996) jako Union Speaker
- Przyczajeni (Layin' Low, 1996) jako Angie
- Trouble on the Corner (1997) jako Vivian
- Hurricane (1997) jako Joanne
- Części intymne (Private Parts, 1997) jako Patty
- Cost of Living (1997) jako Billie
- Polowanie na strażaków (Firehouse, 1997) jako Kate Wilkinson
- Oz (1997-2003) jako oficer Diane Whittlesey
- Cop Land (1997) jako Berta
- Jubilerka (A Price Above Rubies, 1998) jako Feiga
- Zagubione serca (Random Hearts, 1999) jako Janice
- Judy Berlin (1999) jako Judy Berlin
- Rodzina Soprano (The Sopranos, 1999-2007) jako Carmela Soprano
- Death of a Dog (2000) jako Mom
- Miasto słońca (Sunshine State, 2002) jako Marly
- The Great New Wonderful (2005) jako Safarah Polsky
- W ciszy (The Quiet, 2005) jako Olivia Deer
- Dziewczyna z planety Poniedziałek (The Girl From Monday, 2005) jako sędzia
- Trójka z West Memphis (West Memphis Three, 2005)
- Kolor zbrodni (Freedomland, 2006) jako Karen Collucci
- Siostra Jackie (2009–2015) jako Jackie

## Nagrody
- Złoty Glob
  - Najlepsza aktorka w serialu dramatycznym: 2003 Rodzina Soprano
  - 2000 Rodzina Soprano
- Nagroda Emmy
  - Najlepsza aktorka pierwszoplanowa w serialu komediowym: 2010 Siostra Jackie
  - Najlepsza aktorka pierwszoplanowa w serialu dramatycznym: 2003 Rodzina Soprano
  - 2001 Rodzina Soprano
  - 1999 Rodzina Soprano
- Nagroda Gildii Aktorów Ekranowych
  - Najlepsza aktorka w serialu dramatycznym: 2008 Rodzina Soprano
  - 2003 Rodzina Soprano
  - 2000 Rodzina Soprano
  - Najlepsza obsada serialu dramatycznego: 2008 Rodzina Soprano
  - 2000 Rodzina Soprano